# 일본의 법
일본의 법(日本-法)은 일본의 법체(法體)를 말한다. 

## 개요
근대 이전의 일본법은 중국 율령(律令)의 영향을 받았지만, 메이지 유신 이후 근대법 계수 과정에서 입회권 등의 극히 한정된 분야를 제외하고 현대에는 전근대법의 영향력은 거의 남아있지 않다. 
메이지 정부는 일본 근대화의 일환으로써 근대적인 법제도의 확립을 지향하여, 외국법을 계수하게 된다. 대륙법의 영향, 특히 독일법과 프랑스법의 영향이 두각되지만 약간이나마 영국법의 영향도 받았다. 한국과 대만을 식민통치할 때 영향을 주어 현대 한국법과 대만법에도 강한 영향을 미쳤다. 
전후 GHQ에 의한 점령기에서는 미국법의 영향을 받았는데 헌법·형사소송법·증권거래법·독점금지법 등의 분야에서 특히 그 영향이 강하다. 

## 역사

### 근대 이전의 일본법
기원전 5세기를 전후로 대륙으로부터 쌀농사가 일본에 들어오고, 기원전 4세기경에는 모내기법이 들어와 이를 기초로 한 야요이 문화가 성립되었다. 이러한 농경 사회의 성립과 더불어, 대규모 집단이 형성되고 분쟁이 발생하게 되었다. 고대 사회에서는 부족장이 중재를 하거나 주술·점 등에 의지해서 분쟁을 해결했다고 여겨진다. 고훈 시대에 들어서면, 원시적이었던 종교가 진화하고 사슴의 뿔을 구워 길흉을 점치거나 재판 때에 열탕에 손을 넣어 문드러지는가를 보고 주장의 진위를 묻는 등의 주술적인 풍습에 따라 분쟁을 해결하게 되었다. 
한편 4세기 중엽이 되면 야마토 왕권이 도호쿠 중부지역까지 세력을 확대해 감에 따라, 법제의 정비가 요구되었다. 604년에는 쇼토쿠 태자에 의해 17조 헌법(十七條憲法)이 제정되는데 이는 근대적 헌법과는 달리, 관료나 귀족에 대한 도덕적인 규범을 나타낸 것으로 불교의 영향을 받았으나 호족연합체에서 천황을 중심으로 한 정치체제를 확립하려 한 의사가 드러난 것이지만 그 존재에 대해서는 의문의 여지도 있다. 
607년에는 수신사가, 630년부터는 수당사가 파견되어 중앙집권적인 국가체제를 지탱하는 조직으로써 당의 율령을 계수했다. 즉, 당의 율령을 참고하여 독자적인 율령의 편찬이 시작되어 668년에는 오미령(近江令)이, 689년에는 아스카키요미하라령(飛鳥浄御原令)이 제정되었지만 불완전한 점이 많았다. 701년에는 다이호 율령(大宝律令)이 완성되고 718년에는 요로 율령(養老律令)이 후지와라노 후히토에 의해 제정되어 757년에 시행되었지만 헤이안 시대 중기에는 형해화되었다. 다만, 율령 자체는 존속하여 그 일부가 메이지 초기까지 효력을 지니고 있었다. 9세기에는 사회의 변화에 따라 율령의 규정이 수정되거나 시행규칙에 해당하는 격식이 정비되어 삼대격식(三代格式)이 제정되었다. 
하지만 율령제의 붕괴와 함께 그 실효성도 사라져가 장원 영주의 힘이 강해지고 장원에 대한 영주의 본소법이 발달하게 된다. 거기에 무가가 대두하여 무가법(武家法)이 성립하고 아직 조정의 힘도 남아있던 가마쿠라 막부 초기에는 율령을 기초로 하여 발전한 공가법(公家法)과 함께 이원적인 법질서를 형성하게 된다. 
1232년에는 호조 야스토키가 고세이바이시키모쿠(御成敗式目)를 제정하였는데, 이는 미나모토노 요리토모 이후의 선례나 도리라 여겨진 무가사회의 관습을 모아 고케닌과 장원 영주 간의 분쟁해결의 기초가 되는 무가 최초의 체계적인 법전이었다. 이는 후의 무로마치 막부가 그 기초를 계승하게 된다. 
전국 시대에는 각 구니(國)의 영주가 영지의 질서를 확립하기 위해 분국법이라 불리는 영주법을 정비했다. 그 주요 내용은 겐카료세이바이(喧嘩両成敗), 라쿠이치라쿠자(楽市楽座) 등으로 전국영주가 하극상의 시대에서 군사력과 경제력을 향상시킨다는 관점에서 제정된 것이 많다. 
에도 막부 때에는 바쿠후가 바쿠한 체제를 굳히기 위해 쇼군의 대가 바뀔 때마다 무가제법도(武家諸法度)를 제정하여 다이묘의 통제를 노렸다. 8대 도쿠가와 요시무네는 공사방어전서(公事方御定書)를 제정하여 그 때까지 있었던 바쿠후법이나 재판의 판결을 집대성하였다. 

### 메이지 정부와 법전계수
일본의 근대적 법전 편찬은 메이지 유신 이후 일본이 근대화를 완수하기 위한 서양 법률의 계수의 역사이면서 전근대와의 단절이었다. 오늘의 일본의 법학에 있어 전근대 일본의 법을 되돌아보는 일은 거의 없다고 해도 과언이 아니다. 
당초 메이지 정부는 영국법의 도입을 생각했지만 판례법부터 계수하는 것이 힘들다고 판단, 제정법인 대륙법을 중심으로 계수하게 되었다. 특히 시대를 같이하여 급속한 근대화를 이루어 나가고 있던 독일 제국의 영향을 받았는데 헌법과 형법에서 그 현상이 현저했다. 또한, 프랑스법에 대해서도 민법 등을 중심으로 약간의 영향을 받았다. 
프로이센 헌법의 영향을 받은 일본제국 헌법은 천황에 대한 강대한 군주권을 규정하고, 군의 통수권에 대한 의회의 관여를 불가능하게 하는, 문민통제도 확립되지 않은 것이었다. 삼권분립도 현행 헌법과 비교하면 불충분하며, 인권 규정도 법률의 범위 내에서 보장되는 정도에 그쳤다. 하지만 그럼에도 불구하고 법치국가로의 행보에 대한 큰 전진이었음도 부정할 수 없다. 
사법제도에 대해서는 대심원(大審院)이 최상급재판소의 역할을 맡았지만 사법성(司法省)이 사법행정권을 가지고 있고 위헌입법심사권도 존재하지 않았다. 또한 대륙법을 모방하여 행정재판소가 설치되어 행정사건은 통상재판소가 취급하는 것이 불가능했다. 형사재판은 독일법의 영향을 강하게 받아 예심제도를 채택하여 규문주의와 탄핵주의에 기반한 규문적 재판이 행해졌다. 

### 전후의 개혁에 대한 점령군의 영향
전후 일본은 GHQ의 점령 하에서 전전의 군국주의로부터의 탈피와 민주적인 정주의 확립을 슬로건으로 미군을 주체로 한 연합군의 지령을 바탕으로 헌법의 개정을 시작으로 미국법의 영향을 강하게 받았다. 
사법 분야에서는 최고재판소가 설치되어 위헌입법심사권이 부여됨과 동시에 대륙법적인 행정재판소가 폐지되었다. 또한 예심제도가 폐지되고 대심구조에 근거한 형사소송법이 도입되었으며, 배심제도 발전하였다. 민법은 개인의 존엄과 남녀의 평등을 기초로 한 가족제도의 개정이 있었으며, 상법은 주식회사의 미국식 사고가 일부 도입되었다. 

## 현황

### 법원
- 제정법
  - 헌법
  - 조약
  - 법률
  - 명령
    - 정령
    - 내각부령·부흥청령·성령·외국규칙·인사원규칙·회계검사원규칙

  - 최고재판소규칙
  - 의원규칙
  - 지방자치체의 조례와 규칙
- 관습법
- 조리

또한, 판레는 형식적으로는 법원이 아니지만 판례 위반은 상고의 이유가 되기 때문에 사실상 일반적인 구속력을 지닌다. 

### 법령의 수
총무성 행정관리국 법령데이터제공시스템이 제공하는 일본 법령의 수이다.
| 분류 | 수    | 비고                                                  |
| --- | ----- | ----------------------------------------------------- |
| 헌법 | 1     |                                                       |
| 법률 | 1,960 | 태정관포고 1건을 포함.                                |
| 법령 | 2,150 | 태정관포고 6건을 포함.                                |
| 칙령 | 73    |                                                       |
| 부령·성령 | 3,748 |                                                       |
| 각령 | 11    | 법령데이터제공시스템에는 부령·성령으로 분류되어 있음. |
| 규칙 | 337   | 법령데이터제공시스템에는 부령·성령으로 분류되어 있음. |
| 계 | 8,280 |                                                       |
| 1. 각령, 인사원규칙, 화계검사원규칙 등은 부령·성령으로 분류되어 있음. 2. 미시행법령, 시행정지법령, 정비법령 등의 법령은 계상되어 있지 않음. |       |                                                       |

## 종류
일본법은 종류별로 그 우열을 가릴 수가 있다. 상위법이 우선하며, 하위법은 상위법에 반하는 효력을 가질 수 없다. 
- 헌법 > 조약 > 법률 > 명령 (정령 > 부성령)

그 외 법령에 준하는 최고재판소규칙, 명령에 준하는 의원규칙이 있다. 하지만 법령의 대상이 되는 사항에 따라 헌법과 조약, 조약과 법률, 법률과 최고재판소규칙 사이에 우선관계에 대한 논란이 있다. 또한 지방공공단체가 제정하는 조례와 규칙은 국가에서 제정되는 법령보다 하위법이며, 조례와 규칙 사이에도 상하관계가 존재한다. 

### 현행 법령
현행 일본법은 헌법, 조약, 법률, 명령, 규칙, 지방공공단체의 조례 및 규칙과 행정위원회의 규칙이 있다. 
| 법령명              | 법령명 | 정의, 제정방식 등 |
| ------------------- | --- | --- |
| 헌법                | 헌법 | 국가의 기본질서를 정하는 근본 규범이다. 통치 기구나 국민의 권리 및 의무를 정한다. |
| 조약                | 조약 | 국제법상의 국가 간 혹은 국제기구와 체결하는 성문법이다. 헌장, 협정, 의정서 등의 명칭으로도 체결되며, 행정협정은 이에 포함되지 않는다. 일반적으로 조약은 국내법에 우선한다. |
| 법률                | 법률 | 국회의 의결에 의해 성립하는 성문법이다. 국회가 의결하고, 주임 국무대신이 서명한 뒤 내각총리대신이 연서를 하면 천황이 공포함으로써 법률로써 확정된다. |
| 명령                | 명령 | 행정기관이 제정하는 성문법의 총칙. 법률의 범위 내에서 제정된다. 정령, 부성령, 기타 명령의 세 종류가 있다. |
|                     | 정령 | 내각이 제정하는 성문법. 법률의 시행에 필요한 세칙이나 법률이 위임하는 사항을 규정한다. 각의에 의해 결정되며, 주임 국무대신이 서명하고 내각총리대신이 연서하여 천황이 공포하면 확정된다. 법률의 위임이 없으면 벌칙이나 의무를 부과하는 것이 불가능하며, 법령명은 「○○ 법률 시행령」, 혹은 「○○에 관한 정령」이 많다. |
| 부·성령             | 내각총리대신이 발하는 성문법으로 내각관방령, 내각부령, 부흥청령 및 각 성 대신이 발하는 성령의 총칭이다. 법령명은 「○○ 법률 시행규칙」, 「○○에 관한 내각부령」혹은 「○○에 관한 성령」이 많다. 소관 사무가 복수의 부성에 걸칠 때는 복수의 부성의 주임대신이 공동으로 발할 수 있다. 부성령 간에 상하관계는 존재하지 않는다. - 내각관방령 내각총리대신이 내각관방과 관계 있는 행정사무에 대해 발하는 명령. 법률이나 정령의 시행을 위해, 혹은 특별한 위임에 근거하여 발하는 것으로써 법률의 위임이 없으면 벌칙이나 의무를 부과할 수도, 국민의 권리를 제한할 수도 없다. - 내각부령 내각총리대신이 내각부와 관계 있는 행정사무에 대해 발하는 명령. 법률이나 정령의 시행을 위해, 혹은 특별한 위임에 근거하여 발하는 것으로써 법률의 위임이 없으면 벌칙이나 의무를 부과할 수도, 국민의 권리를 제한할 수도 없다. - 부흥청령 내각총리대신이 부흥청과 관계 있는 행정사무에 대해 발하는 명령. 법률이나 정령의 시행을 위해, 혹은 특별한 위임에 근거하여 발하는 것으로써 법률의 위임이 없으면 벌칙이나 의무를 부과할 수도, 국민의 권리를 제한할 수도 없다. - 성령 각 성의 대신이 빌하는 명령. 소관 행정사무에 대해 법률이나 정령의 시행을 위해, 혹은 특별한 위임에 근거하여 발하는 것으로써 법률의 위임이 없으면 벌칙이나 의무를 부과할 수도, 국민의 권리를 제한할 수도 없다. | |
| 기타 명령           | 기타 명령은 각각 발하는 기관이나 근거법, 연혁 등에 따라 정령 혹은 부성령과 동급이거나 그 하위에 위치한다. - 회계검사원규칙 회계검사원이 제정하는 명령. 회계검사에 관해 필요한 규칙을 제정할 수 있다. 회계검사원은 헌법에 의해 설치되는 기관이고 내각에 대해 독립된 지위를 가지기에 회계검사원규칙은 정령 혹은 부성령과 같은 효력을 가진다. 회계검사원장이 서명하고 관보에 공포함으로써 확정된다. - 인사원규칙·인사원지령 인사원이 제정하는 명령. 소관 사무에 대해 법률의 시행을 위해, 혹은 법률의 위임에 근거하여 발할 수 있다. 내각의 관할 하에 있지만 인사원규칙 및 인사원지원은 정령 및 부성령에 준하는 효력을 가진다는 것이 정설이다. - 규칙 외국(外局)인 위원회가 제정하는 명령(규칙)과 청이 제정하는 명령(청령). 외국은 부성의 산하기관으로 설치되기에 외국 규칙은 부성령보다 하위의 효력을 가진다. | |
| 의원규칙            | 의원규칙 | 중의원·참의원이 각각 제정하는 성문법. 중의원이 정하는 중의원규칙과 참의원이 정하는 참의원규칙이 있다. 각각의 의원에 대해 회의, 수속, 기타 내부 규율을 규정한다. |
| 최고재판소규칙      | 최고재판소규칙 | 최고재판소가 제정하는 성문법. 재판관 회의의 의결을 통하여 재정한다. 소송에 관한 수속, 변호사, 재판소 내부 규율 및 사법 사무 처리에 관한 사항을 규정한다. 또한 최고재판소규칙으로 정할 수 있는 사항에 대해서는 법률에 준하는 효력을 가진다고 해석된다. 이 때, 법률과 규칙이 충돌할 때에는 법률이 우선한다는 것이 다수설이다. |
| 고시                | 고시 | 고시 중에는 법령으로써의 성질을 가지는 것이 있다. |
| 지방공공단체의 법령 | 지방공공단체의 법령 | - 조례 지방공공단체의 의회가 제정하는 성문법. 지방공공단체의 재산을 관리하고, 사무를 처리하며, 행정을 집행하기 위해 제정하는 것이 가능한데, 해당 단체의 내에서만 효력을 가지며 법률의 범위 내에서만 제정이 가능하다는 제약이 있다. 법률에 특별한 규정이 없는 한 조례는 의무를 부과하거나 권리를 제한하는 조문을 만드는 것은 불가능하다. - 규칙 지방공공단체의 수장 혹은 위원회가 제정하는 성문법. 후자에는 선거관리위원회규칙, 교육위원회규칙, 도도부현공안위원회 규칙 등이 해당한다. |

2006년(헤이세이 18년) 3월, 법령외국어번역실시추진검토회의는 『법령용어일영표준대역사전』을 발간하였다. 아래는 그 중 몇 가지를 발췌한 것이다.
- 헌법 - Constitution
- 법률 - Act (원칙), Code (모든 법전)
- 정령 - Cabinet Order
- 내각부령 - Cabinet Office Ordinance
- 성령 - Ordinance of the Ministry
- 규칙 - Rule
- 조례 - Prefectural Ordinance (도도부현조례), Municipal Ordinance (시정촌조례)

### 새로 제정되지 않는 법형식
현행법상 새로 제장되지 않는 법규범은 아래와 같다. 하지만 아래에 속하는 법규범도 현행법에 그 근거가 있다면 효력을 가진다. 

#### 법률·정령·명령에 준하는 법형식
태정관포고·태정관달
1868년 정체서에 의해 설치되어 1885년 내각제가 시작되기까지 존속한 최고관청인 태정관에서 제정한 법형식이다. 일반 국민을 구속하는 내용을 담은 것은 태정관포고, 관에 대해서만 효력을 가지는 것은 태정관달이라 하였으나 확실히 지켜지지는 않았다. 태정관 제도가 폐지된 뒤에도 나중에 제정된 법령과 모순되지 않을 시에는 그 효력을 가지도록 규정했다. 특이한 것은 호수를 제정순번에 따른 것이 아니라 태정관일지의 등재순에 따랐다는 점이다.
칙령
천황이 발하는 성문법. 법률과 달리 제국의회의 협찬을 구하지 않고, 천황의 대권에 의해 제정하는 것이 가능했다. 하지만 칙령을 제정할 때, 국무대신이 보필하기 위해 그 동의를 구했으므로 사실상 내각이 제정하는 것이었다. 칙령은 법률을 집행하거나 공공의 안정과 질서를 유지하거나 신민의 행복을 증진하기 위함이며, 법률에 근거하지 않고도 제정할 수 있었다.
칙령은 정령에 준하는 법형식이므로 법률을 개폐하는 것은 통상 불가능하지만 공공의 안전을 유지하거나 그 위험을 피하기 위해 긴급히 칙령을 제정하는 것이 가능했는데, 이는 법률의 사항을 규정하는 것이 가능했다. 제국의회가 개회 중일 때에만 제정이 가능했으며, 그 다음 회기에 제출하여 승낙을 받아야 했다. 다음 회기에서 승낙을 받지 못할 경우에는 그 효력을 잃게 된다.
각령
각령은 내각총리대신이 하나의 사무를 담당하는 대신의 일원으로써 발하는 명령의 일종이었다. 현재의 부성령에 해당한다.
총리부령
내각총리대신이 총리부와 관련된 사무에 관해 제정하는 명령의 일종이었다.
법무부령
법무총재가 법무부와 관련된 사무에 관해 제정하는 명령의 일종이었다.

#### 황실·군대에 관한 법형식
황실전범
현재의 황실전범은 국회가 제정하는 법률이지만, 전전에는 제국의회의 의결을 요하지 않고 제정되며 헌법과 대등한 효력을 가진 법형식의 일종이었다. 황실전범의 개정은 황실회의 및 추밀고문의 자문을 구한 뒤에 이루어졌다. 현행 헌법이 시행됨과 동시에 법형식으로서의 황실전범은 폐지되었다.
황실령
구 황실전범에 근거한 것으로 궁내관 훈령 및 황실의 사무에 관한 규정을 담은 법형식이었다. 황족에 준하는 예우를 받던 왕공족과 귀족이었던 화족 및 조선귀족의 권리와 의무에 대해서도 규정했다. 황실령의 제정에는 반드시 궁내대신의 부서가 필요했으며, 국무대신의 직무에 관한 황실령이 제정될 때에는 내각총리대신 및 주임 국무대신이 연서했다. 현행 헌법이 시행됨과 동시에 법형식으로서의 황실령은 폐지되었다.
군령
천황의 군통수권에 관해 제정된 법형식이었다. 1907년 '군령에 관한 건'을 제정하면서 등장한 것으로 1946년 육해군이 폐지되면서 자연스럽게 사라졌다. 군령을 공포할 때에는 육군대신과 해군대신의 부서가 필요했다.

#### 지방에서 제정한 법형식
도령(都令)·홋카이도청령·부현령·주령·도령(道令)
조례로 정하는 것 이외의 사항에 대해 도장관·홋카이도청 장관·부현지사·주지사·도지사가 제정한 법형식이었다.

#### 외지에서 제정한 법형식
율령
대만이 일본의 식민지였을 때, 제정된 법형식이다. 일본 본토에서는 법률에 준하는 사항을 대만총감이 천황의 재가를 얻어 제정하였는데 형식상 대만총감부평의회의 의결을 거쳐 발포했다. 긴급을 요할 때는 사후에 재가를 받기도 했다.
제령
조선이 일본의 식민지였을 때, 제정된 법형식이다. 일본 본토에서는 법률에 준하는 사항을 조선총독이 천황의 재가를 얻어 제정하였다.
관동국령
만주에 주둔하던 군대인 관동군을 관할하는 관청인 관동국이 제정하는 법형식이다. 만주국 특명전권대사를 겸했던 관동군 사령관이 제정권자였으며, 벌칙에 대한 규정도 가능했다.

#### 미국 시정권 하의 오키나와에서의 법형식
포고
전후 오키나와에 주둔하던 미군의 미국민정부가 제정한 법형식이다. 점령에 관한 기본 원칙에 대해 규정하고 있었다.
포령
미국민정부가 제정한 법형식으로 포고보다 하위의 법이다.
입법
오키나와 입법원이 제정한 법형식이다. 포고와 포령의 범위 내에서 일본 본토의 법률에 해당하는 내용을 규정했다.

## 법령으로써 참조되는 것들
다음의 것은 법령은 아니지만 종종 법령의 해석에 참고가 되는 것들이다. 
국회결의(중의원결의·참의원결의)
국회의 의사결정. 법률안을 통한 경우에는 「몇 년 후에 재검토를 함」과 같이 부대결의를 행한다.
각의결정·각의료해·각의보고
내각의 의사결정. 국가 전체에 대한 정책 등에 대한 내각의사는 각의결정의 형태로, 각 성의 담당이지만 그 중요성이 커서 내각 차원의 의사결정을 취할 필요가 있는 경우에는 각의료해의 형태를 가진다.
예산
법령으로써의 성격을 가진다.
고시
공공기관이 법령에 근거해 해당 기관의 소관사무에 대해 일반적인 사항을 정한 것.
훈령
행정기관 및 소속 직원을 대상으로 정해지는 명령.
통달
상급 기관이 하급 기관에 대해 그 기관의 사관사무를 시달하기 위해 발하는 공문서. 행정기관 내부의 문서이므로 사법의 판례를 구속하지는 않는다.
규정
행정조직의 집무에 관한 내부규칙.
요강
행정집행의 지침을 정한 내부 규정. 조직요강·조성요강·지도요강 등이 있다.

## 분야별 법

### 헌법
일본의 최상위 법규범이다. 메이지 정부에서 제정한 제국헌법을 개정한 것으로 쇼와헌법, 또는 신헌법이라고도 한다. 여타 헌법에서 찾기 힘든 군대 보유 금지 때문에 평화헌법으로도 불린다. 

### 행정법
행정법은 행정재판소가 폐지되고 행정에 관한 재판을 일반재판소가 담당하게 되면서 제정되었다. 

### 민법
재산법은 담보권, 보증, 행위능력제한자에 대한 것을 제외하고는 큰 개정은 없었다. 하지만 현재 채권법은 발본적인 개정이 법무성을 중심으로 검토되고 있으며, 가족법은 상속 관계를 중심으로 약간의 개정이 있었다. 

### 상법
상법은 수형법이나 총칙 등에 대해서는 큰 개정이 없었지만 회사법은 총회꾼의 활동이나 기업의 연이은 불상사의 영향 등을 받아 감사나 주주의 권한을 강화, 위원회 제도의 도입과 함께 자금 조달의 다양화를 위해 종류주식의 확충 등의 개정이 있었다. 2005년에는 정관자치를 폭넓게 인정해 유연한 회사 운영과 자금 조달의 가능을 골자로 한 회사법이 제정되어 2006년부터 시행되었다. 

### 민사소송법
전전의 민사소송법이 전후에도 이어졌지만 단속적으로 오래 끄는 심리에 의한 재판의 장기화를 뿌리 뽑기 위해 1998년 법을 개정했다. 변론 준비 수속에 의한 쟁점 정리 등의 도입이나 문서 제출 명령 제도의 확충 등이 이 때, 이루어졌다. 

### 형법
형법은 전후에도 기본적인 짜임새에 큰 변화는 없었지만 정보화의 진전에 의한 개정이나 형벌의 엄벌화를 중심으로 한 개정이 최근 이어지고 있다. 또한 1974년에 법제심의회가 형법 개정 초안을 결정하였지만 보안처분 등을 규정하고 있는 것에 대한 반발로 인해 아직까지 개정까지는 이르지 못하고 있다. 

### 형사소송법
민사소송법처럼 전전의 형사소송법이 전후에도 오랫동안 이어지다가 1990년대 이후 재판의 신속화와 피해자의 보호 등이 요구됨가 동시에 공판 전 정리수속, 피의자 국선변호인 제도, 피해자 참가인 제도 등의 도입이 이루어졌다. 

## 같이 보기
- 대한민국의 법
- 중화인민공화국의 법
- 미국의 법
- 프랑스의 법
- 독일의 법
- 대륙법